# Triana (las Palmas de Gran Canaria)
Triana és un dels barris històrics de la ciutat espanyola de Las Palmas de Gran Canaria, capital de l'illa canària de Gran Canària. Pertany al districte Centre.
Creuant el barranc de Guiniguada amb direcció al Puerto de la Luz s'emplaça el barri de Triana, anomenat així per les similituds que, en els seus orígens, tenia amb el barri homònim de Sevilla. El barri es va estructurar al voltant del carrer Major de Triana, via de gran bellesa arquitectònica i llarga tradició comercial. Prop d'ella s'alcen edificis com el Teatre Pérez Galdós, el Gabinet Literari, o l'església de San Francisco.
El barri de Triana va ser reconegut com a nucli històric el 1993.

## Història

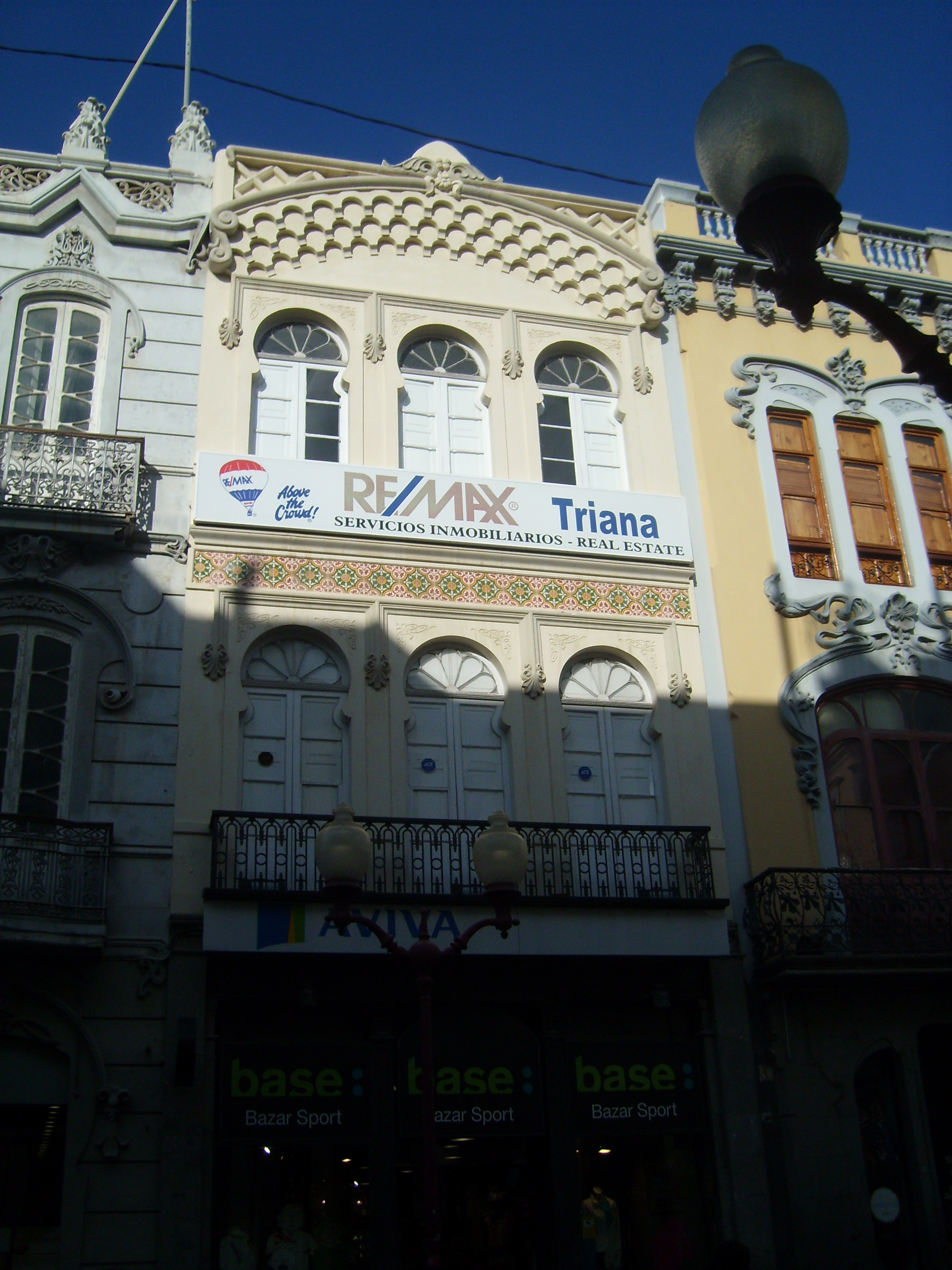
Façana modernista al carrer Major de Triana

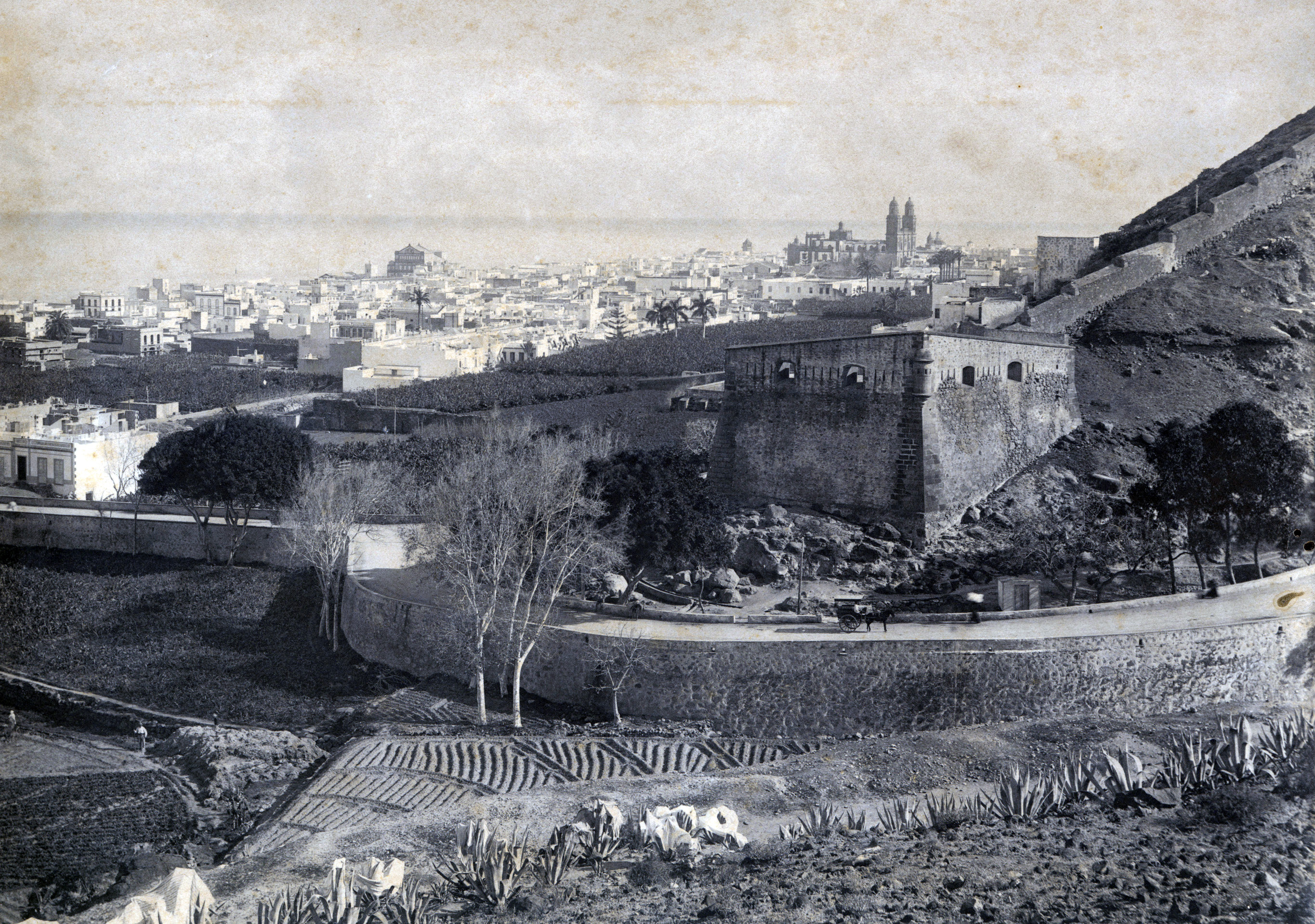
Castell de Mata en 1893 amb la muralla de Las Palmas a la seva dreta i al fons la catedral de Canàries

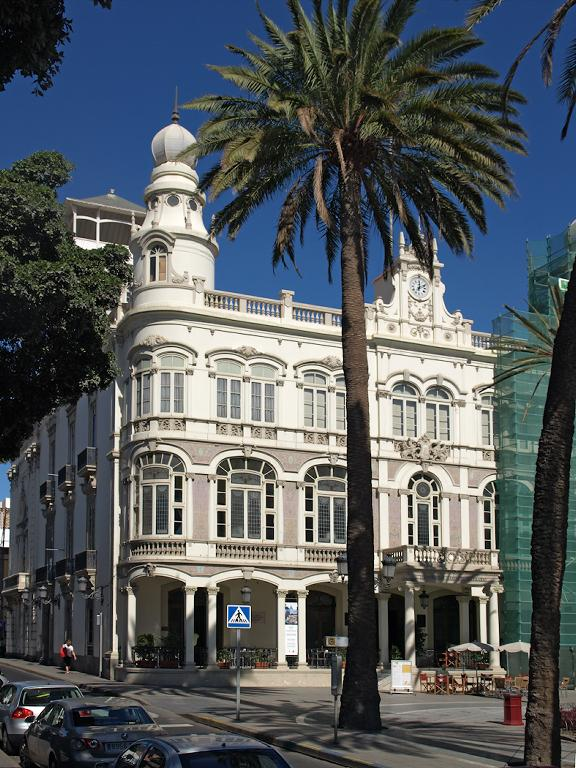
Façana principal del Gabinete Literario en la plaça Cairasco

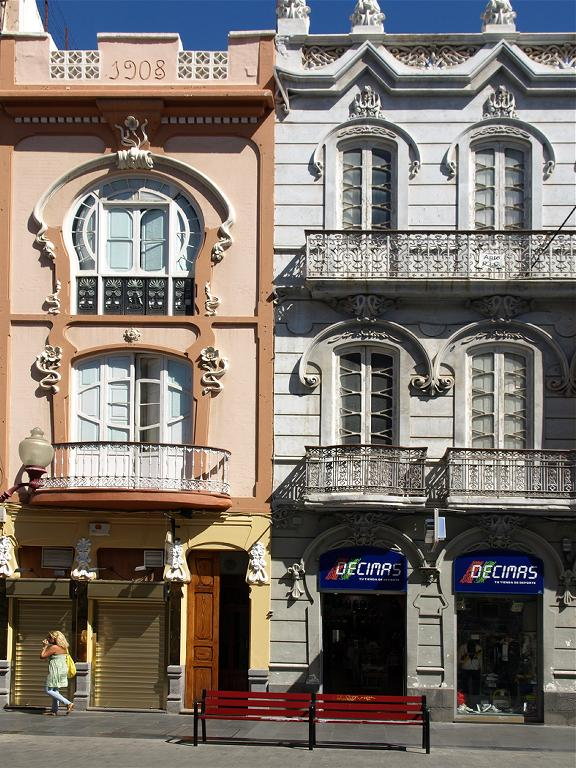
Façana modernista

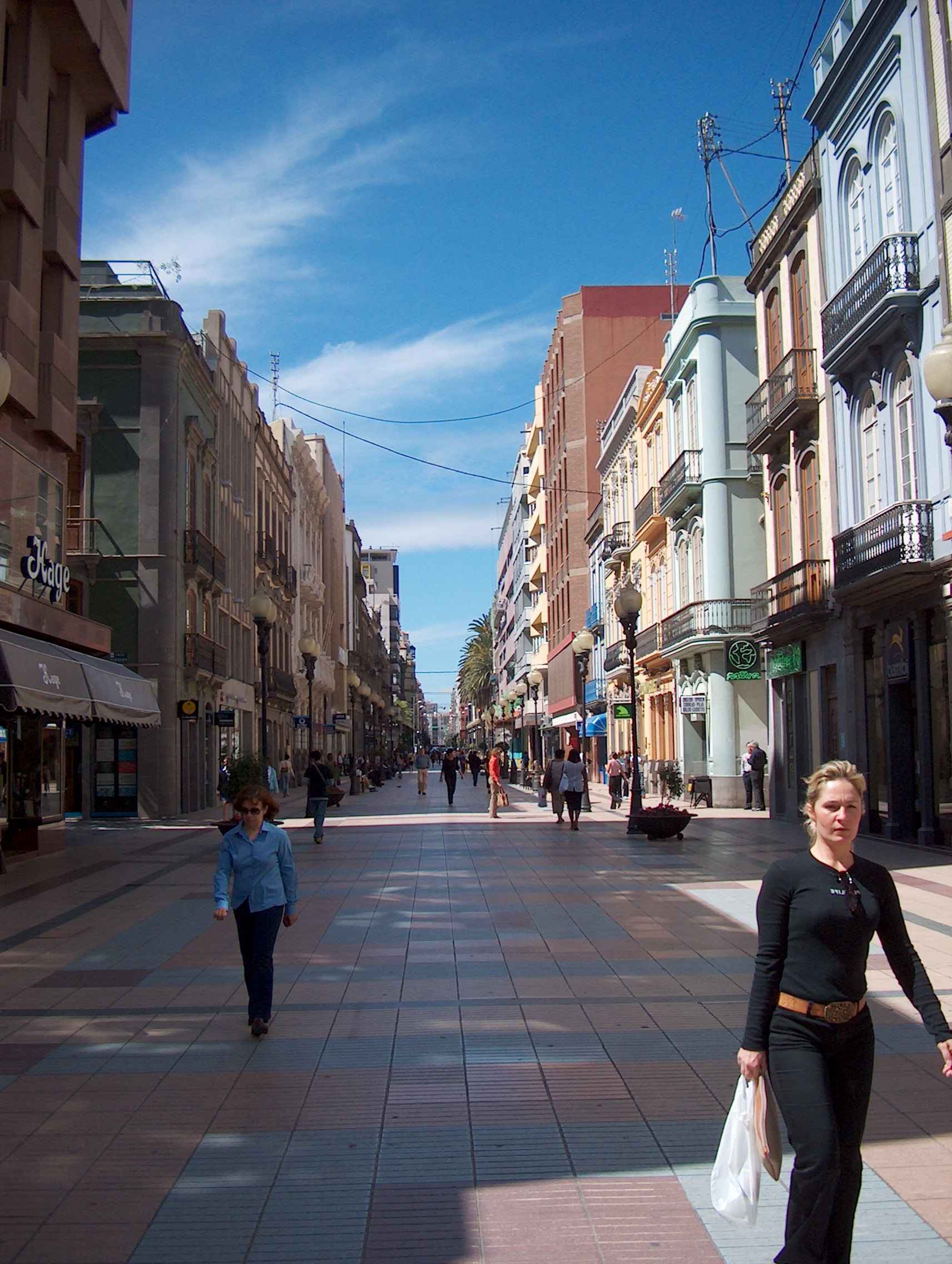
Carrer Major de Triana el 2004

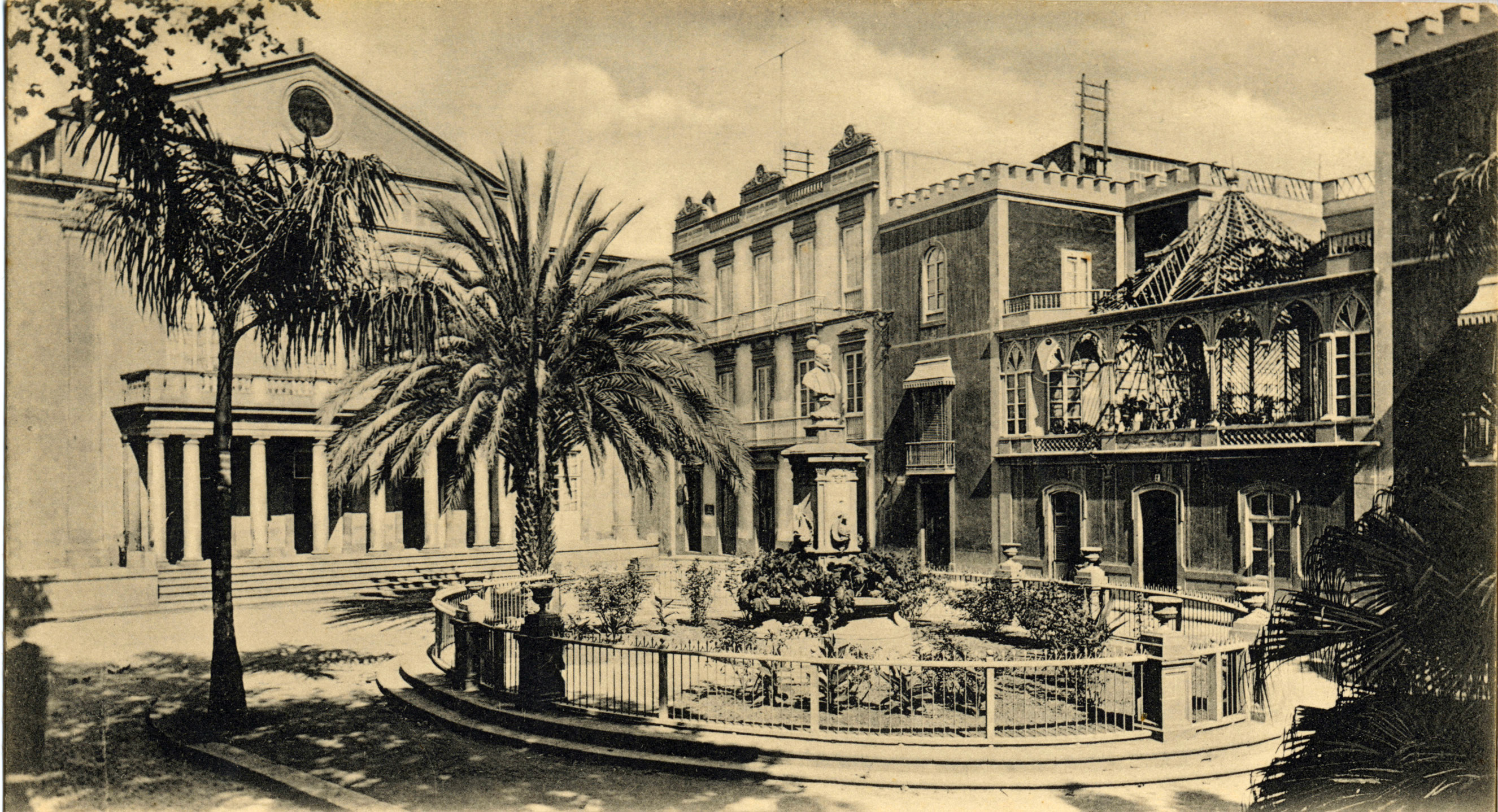
Teatre i plaça de Cairasco a finals del segle XIX

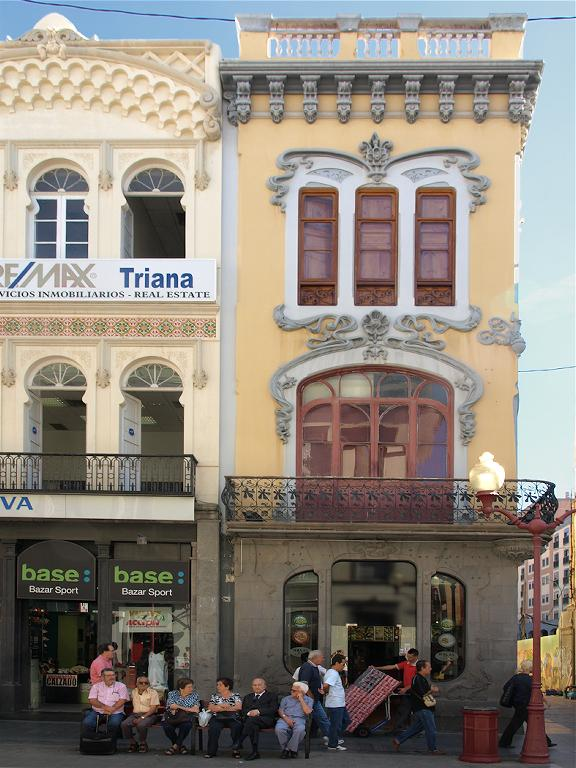
Façana modernista al carrer Major de Triana

El barri de Triana ha suposat una constant històrica en l'evolució urbana de Las Palmas de Gran Canaria, gairebé des del mateix instant en què va tenir el seu origen el primer nucli de població de la ciutat, a partir de l'últim terç del segle xv. L'elecció del nom de Triana per part dels seus antics habitants possiblement pot tenir relació amb el trianer barri de Sevilla, donat la important aportació poblacional andalusa que va arribar a Canàries en els primers moments després de la conquesta de les illes.
Des de fa alguns anys ja s'han vingut reconeixent els valors patrimonials que tanca el nucli històric de la ciutat. Vegueta va ser declarada Conjunt Històric-Artístic Nacional el 1973 i, anys més tard, el 1993, va ser reconegut el nucli històric de Triana.
El barri de Triana va ser fa un segle -fins a la construcció del Puerto de La Luz y de Las Palmas en la Illeta- un barri mariner. Avui l'única cosa que ha quedat per al record del seu ambient mariner és l'ermita de San Telmo, originàriament construïda a principis del segle xvi. L'ermita actual va ser construïda en el segle xviii. En el seu interior, a més del seu artesonat mudèjar i el retaule, mereixen contemplar-se la "Immaculada" procedent del Convent de les Bernardas, atribuïda a Alonso Cano; la imatge del "Senyor de la Burrita" que obre les processons del Diumenge de Ramos i el molt venerat pels fidels "Nen del Remei".
La superfície de Triana tradicionalment va estar delimitada pel barranc de Guiniguada al sud, el mar al naixent, una estructura muntanyenca a l'oest, i una muralla defensiva perpendicular al mar, construïda al segle xvi al costat de la de Vegueta per protegir el recinte urbà de possibles atacs o invasions. A mitjans de la passada centúria va ser enderrocada per afavorir el procés expansiu de la urb, però es pot imaginar el seu emplaçament original seguint el traçat de l'actual carrer Bravo Murillo.
No obstant això, al llarg del Sis-cents es produeix la consolidació del barri de Triana, definint-se la superfície per la qual hauria d'expandir-se en centúries esdevenidores. El disseny urbanístic es va organitzar, segons els acords i ordenances del Cabildo, seguint un traçat més o menys reticular que persisteix avui dia, podent contemplar-se en les vies perpendiculars al carrer Major de Triana.
Es van aixecar noves ermites com la de San Telmo, San Sebastián, San Justo i de la Concepción, punt de partida aquesta última del convent de monges de San Bernardo establert a la fi de segle. Així mateix, en l'últim terç del segle xvi, es van erigir les construccions militars destinades a defensar la població, com la muralla nord i el castell de Santa Ana, al costat del Toll dels Abats o Caleta de San Sebastián-San Telmo-, que durant gairebé quatre centúries va ser el principal punt d'entrada i sortida de passatgers i mercaderies.
Després de la invasió de l'holandès, Van der Does en 1599, va començar un procés de reconstrucció urbana que es desenvoluparia al llarg del segle xvii, ja que aquest succés havia afectat als edificis religiosos, militars i particulars més rellevants. A més, institucions com l'hospital de San Lázaro es van traslladar des de fora de les portades a intramurs. Aquest centre de beneficència es va situar en un solar situat en les hortes de Triana, en l'espai que posteriorment ocuparia l'asil d'ancians i, en l'actualitat, el Centre Insular de Cultura. D'igual forma, va quedar inaugurat en aquest segle el convent de monges clarisses, proper al de San Francisco, contribuint d'aquesta manera a accentuar el caràcter conventual que posseïa la ciutat d'ençà el segle xv.

## El barri i la seva arquitectura
El teatre Pérez Galdós, obra de l'arquitecte Miguel Martín Fernández de la Torre, ocupa el mateix lloc que l'anterior teatre Tirso de Molina, arrasat en un incendi. Mereixen especial atenció els murals pintats pel germà de l'arquitecte, Néstor Martín Fernández de la Torre, que adornen l'interior del teatre.
Al segle xix la ciutat estava constituïda pels barris de Vegueta i Triana. Amb la desamortització dels béns de l'Església, el convent de les Clarisses es converteix en l'actual Albereda de Colón, i el teatre Cairasco és on se situa avui el Gabinet Literari.
Al segle xix, comencen a aparèixer en Triana diferents tipologies arquitectòniques com a teatres, alberedes i passejos, concebudes per atendre les inquietuds socials de la burgesia resident al banc, enriquida gràcies a les activitats agràries i comercials. Les desamortitzacions vuitcentistes van propiciar la privatització i venda dels tres convents establerts en Triana, amb les seves hortes i dependències respectives, donant lloc a la creació de nous carrers, places, habitatges i edificacions públiques.
A partir de l'últim terç del segle xix, es van aixecar en tots dos extrems de Triana dues construccions fonamentals en la fisonomia del barri, com van ser el teatre Tirso de Molina -dedicat posteriorment a Pérez Galdós-, en la riba de la desembocadura del Guiniguada; i el Govern Militar en la confluència del carrer de Triana amb l'anomenat passeig de los Castillos -Bravo Murillo-. Es va atendre, d'igual forma, a l'alineació de les principals vies, especialment del Carrer Major de Triana.
A principis del segle segle xx, l'arquitectura modernista va configurar un tipus d'edificació molt característica al barri.
Moltes de les famílies acomodades que residien en Triana van escometre l'empresa de renovar i embellir els seus habitatges com un signe de distinció social. Trobem moltes d'aquestes decoratives façanes al carrer Major de Triana i les seves perpendiculars.
L'arquitectura racionalista dels anys 20 i 30, va propiciar la construcció d'un altre dels edificis emblemàtics de Triana, com va ser la seu del Cabildo Insular de Gran Canària, obra de Miguel Martín Fernández de la Torre, en la cantonada dels carrers Bravo Murillo i Pérez Galdós, sobre un solar en el qual anteriorment se celebraven baralles de galls.
D'altra banda, també el progrés tècnic i industrial va arribar al barri trianer, especialment en el qual als seus carrers i places es refereix. L'antic enllumenat de fanals d'oli i de petroli va ser donant pas a la il·luminació elèctrica. Així mateix, fins als anys de la Segona Guerra Mundial i la postguerra, va circular pel carrer Major de Triana un tramvia popularment conegut com "La Pepa", locomotora a carbó que va ser inaugurada el dia de Sant Josep -d'aquí el seu nom- de 1890. Realitzava el servei entre el centre històric i el port de la Luz. Els seus rails van romandre durant dècades a la vista de tots, fins a quedar soterrats per l'asfalt i la posterior pavimentació d'aquesta via, actualment per als vianants.

## Personatges
Dins dels personatges destacats en la vida cultural i artística de la ciutat, hem de ressenyar com a residents en Triana els noms del literat universal Benito Pérez Galdós, el poeta Tomás Morales i el polític Juan Negrín -últim president de la II República Espanyola-. Així mateix, no hem de deixar de fer referència a la imatge que alguns pintors canaris ens han llegat de determinades parts del barri, com és el cas de José Comas Quesada, Nicolás Massieu o Juan Betancor.

## Zona comercial de Triana
En 2013 la zona de Triana -Associació d'Empresaris Zona Triana- rep el Premi Nacional a Centres Comercials Oberts, que s'atorga per la direcció general de Comerç Interior del Ministeri d'Economia i Competitivitat d'Espanya, destinat a guardonar l'associacionisme comercial orientat a la promoció de Centres Comercials Oberts -CCA-.

## Llocs d'interès
- Carrer Major de Triana.
- Ermita de San Telmo
- Teatre Pérez Galdós
- Gabinet Literari
- Parròquia de San Francesco de Assís de Las Palmas de Gran Canaria
- Teatre Cuyás
- Seu del Cabildo de Gran Canària